# Jesús López Cobos
Jesús López-Cobos (Toro, 25 febbraio 1940 – Berlino, 2 marzo 2018) è stato un direttore d'orchestra spagnolo.

## Biografia
Studia all'Università Complutense di Madrid, laureandosi in filosofia; successivamente frequenta la Università per la musica e le arti interpretative di Vienna, sotto la guida di Franco Ferrara. 
Dal 1981 al 1990 ricopre la funzione di direttore della Deutsche Oper Berlin e, contemporaneamente, quella di direttore artistico dell'Orquesta Nacional de España.
Dal 2003 al 2010 è stato direttore del Teatro Real di Madrid. 
Nel 1981 riceve il Premio Principessa delle Asturie sezione arte, nella sua prima edizione.